# Olympische Zwischenspiele 1906/Teilnehmer (Niederlande)
| Gelbes Symbol für Goldmedaillen mit stilisierten Olympischen Ringen | Graues Symbol für Silbermedaillen mit stilisierten Olympischen Ringen | Braundes Symbol für Bronzemedaillen mit stilisierten Olympischen Ringen |
| ------------------------------------------------------------------- | --------------------------------------------------------------------- | ----------------------------------------------------------------------- |
| —                                                                   | 1                                                                     | 2                                                                       |

Niederlande nahm an den Olympischen Zwischenspielen 1906 in Athen, Griechenland, mit 16 Sportlern teil. Dabei konnten die Athleten eine Silber- und zwei Bronzemedaille gewinnen.

## Medaillengewinner

### Zweiter
| Name              | Sportart | Wettkampf                |
| ----------------- | -------- | ------------------------ |
| George van Rossem | Fechten  | Säbel Einzel (3 Treffer) |

### Dritter
| Name                                                                              | Sportart | Wettkampf        |
| --------------------------------------------------------------------------------- | -------- | ---------------- |
| Hendrik van Blijenburgh                                                           | Fechten  | Degen Einzel     |
| James Melvill van Carnbée Maurits van Löben Sels Johannes Osten George van Rossem | Fechten  | Säbel Mannschaft |

## Teilnehmer nach Sportarten

### Fechten
- Hendrik van Blijenburgh
Degen Einzel:  Dritter
Säbel Einzel (1 Treffer): Vorrunde
Säbel Einzel (3 Treffer): Vorrunde

- Willem Hubert van Blijenburgh
Florett Einzel: Vorrunde
Degen Einzel: Vorrunde
Degen Mannschaft: Fünfter
Säbel Einzel (1 Treffer): Vorrunde
Säbel Einzel (3 Treffer): Vorrunde

- James Melvill van Carnbée
Degen Einzel: Vorrunde
Säbel Einzel (1 Treffer): Vorrunde
Säbel Einzel (3 Treffer): Vorrunde
Säbel Mannschaft:  Dritter

- Jetze Doorman
Florett Einzel: Vorrunde
Degen Einzel: Vorrunde
Degen Mannschaft: Fünfter
Säbel Einzel (1 Treffer): Vorrunde

- Hendrik van der Grinten
Florett Einzel: Vorrunde
Degen Einzel: Vorrunde
Degen Mannschaft: Fünfter
Säbel Einzel (1 Treffer): Vorrunde

- Arie de Jong
Florett Einzel: Vorrunde
Degen Einzel: Vorrunde
Degen Mannschaft: Fünfter
Degen Mannschaft: Fünfter
Säbel Einzel (1 Treffer): Vorrunde
Säbel Einzel (3 Treffer): Vorrunde

- Frits Koen
Degen Einzel: Vorrunde

- Maurits van Löben Sels
Florett Einzel: Vorrunde
Degen Einzel: Sechster
Säbel Einzel (1 Treffer): Vorrunde
Säbel Einzel (3 Treffer): Vorrunde
Säbel Mannschaft:  Dritter

- Simon Okker
Florett Einzel: Fünfter

- Johannes Osten
Degen Einzel: Vorrunde
Säbel Einzel (1 Treffer): Vorrunde
Säbel Einzel (3 Treffer): Vorrunde
Säbel Mannschaft:  Dritter

- George van Rossem
Florett Einzel: Vorrunde
Säbel Einzel (1 Treffer): Vorrunde
Säbel Einzel (3 Treffer):  Zweiter
Säbel Mannschaft:  Dritter

- Félix Vigeveno
Florett Einzel: Vorrunde
Degen Einzel: Vierter

- Gabriël Vigeveno
Florett Einzel: Vorrunde
Degen Einzel: Vorrunde

### Tennis
- Karel Beukema
Einzel (Männer): Sechster
Doppel (Männer): Fünfter

- Guus Kessler
Einzel (Männer): Vierter

- Gerard Scheurleer
Einzel (Männer): Vierter
Doppel (Männer): Fünfter